# Olga Xixíguina
Olga Xixíguina (Almati, 23 de desembre, 1968) és una ex atleta kazakha que participava en proves de tanques.
Guanyà la medalla d'or en 100 metres tanques als Jocs Olímpics de Sydney 2000. Entre 1996 i 1998 fou suspesa per donar positiu en un control de dopatge.

## Millors marques
| Data          | Prova         | Seu      | Temps | Nota          |
| ------------- | ------------- | -------- | ----- | ------------- |
| 27 juny, 1995 | 100 m tanques | Lucerna  | 12.44 | Rècord d'Àsia |
| 5 març, 1999  | 60 m tanques  | Maebashi | 7.86  |               |
| 27 maig, 2000 | 100 m         | Almati   | 11.13 |               |

## Palmarès
| Any  | Competició               | Seu                  | Resultat | Prova         |
| ---- | ------------------------ | -------------------- | -------- | ------------- |
| 1993 | Campionat d'Àsia         | Manila, Filipines    | 3r       | 100 m tanques |
| 1994 | Jocs Asiàtics            | Hiroshima, Japó      | 1r       | 100 m tanques |
| 1995 | Campionat del Món Indoor | Barcelona, Catalunya | 2n       | 60 m tanques  |
| 1995 | Campionat del Món        | Göteborg, Suècia     | 2n       | 100 m tanques |
| 1995 | Jocs de l'Àsia Central   | Taixkent, Uzbekistan | 1r       | 100 m tanques |
| 1998 | Jocs Asiàtics            | Bangkok, Tailàndia   | 1r       | 100 m tanques |
| 1998 | Campionat d'Àsia         | Fukuoka, Japó        | 1r       | 100 m tanques |
| 1999 | Campionat del Món Indoor | Maebashi, Japó       | 1r       | 60 m tanques  |
| 1999 | Jocs de l'Àsia Central   | Bixkek, Kirguizstan  | 1r       | 100 metres    |
| 1999 | Jocs de l'Àsia Central   | Bixkek, Kirguizstan  | 1r       | 100 m tanques |
| 2000 | Jocs Olímpics            | Sydney, Austràlia    | 1r       | 100 m tanques |
| 2001 | Campionat del Món        | Edmonton, Canadà     | 3r       | 100 m tanques |